# Bevilacqua
Bevilacqua é uma comuna italiana da região do Vêneto, província de Verona, com cerca de 1.691 habitantes. Estende-se por uma área de 12,12 km², tendo uma densidade populacional de 141 hab/km². Faz fronteira com Boschi Sant'Anna, Minerbe, Montagnana (PD), Terrazzo, Urbana (PD).

## Demografia
| Variação demográfica do município entre 1861 e 2011                               |
|                                                                                   |
| Fonte: Istituto Nazionale di Statistica (ISTAT) - Elaboração gráfica da Wikipedia |